# Keep Watching
Keep Watching é um filme de terror estadunidense dirigido por Sean Carter e escrito por Joseph Dembner. O filme foi produzido por Nicolas Chartier, Howard Young, Andrew Rona, Alex Heineman, Craig J. Flores e Joseph Dembner, estrelando Bella Thorne, Ioan Gruffudd, Natalie Martinez, Chandler Riggs, Leigh Whannell, Matthew Willig e Christopher Baker.

## Sinopse
Jamie (Bella Thorne) é uma garota desiludida que intensamente guarda um segredo pessoal. Ela e sua família são feitas reféns por três psicopatas dentro de sua própria casa, que jogam um jogo de vida ou morte em que as regras misteriosas são esclarecidas ao desenrolar da noite.

## Elenco
- Bella Thorne como Jamie Mitchell
- Ioan Gruffudd como Carl Mitchell
- Natalie Martinez como Nicole
- Chandler Riggs como John Mitchell
- Leigh Whannell como Mysterious
- Matthew Willig como Terror
- Christopher Baker como Creator
- April McCullough como Betty Mitchell
- Jared Abrahamson como Josh
- Tyler Craig como Ben

## Produção
Originalmente, o filme seria chamado Home Invasion. A produção do filme começou em abril de 2013, quando Joseph Dembner foi aprovado pela Voltage Pictures como roteirista. Essa foi a primeira vez que Dembner escreveu um roteiro, trabalhando apenas como produtor em outras produções. Posteriormente, Sean Carter foi confirmado como diretor. Em julho de 2013, Bella Thorne foi confirmada como parte do elenco, interpretando o papel principal, Jamie. A sinopse foi também foi revelada. Em setembro, Natalie Martinez foi confirmada. Em outubro, Ioan Gruffudd e Chandler Riggs completaram o elenco principal. As filmagens iniciaram em março de 2014.

## Recepção
Em outubro de 2015, a Screen Gems adquiriu os direitos de divulgação do filme, alterando o título de Home Invasion para Keep Watching. Segundo a divulgadora, o nome antigo já havia sido utilizado por outros filmes. O filme está programado para ser lançado em 2 de dezembro de 2016.